# 西蒙娜·姬奧莉
西蒙娜·姬奧莉（Simona Giloli，1977年9月17日—），意大利女排運動員，生於意大利的Rapallo，球衣號碼為17號，是一名出色的副攻手。曾參加2008年北京奧運和2012年倫敦奧運。